# Nibynóżki

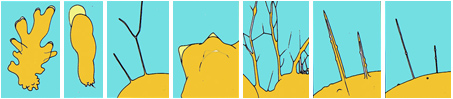
Różne formy pseudopodiów

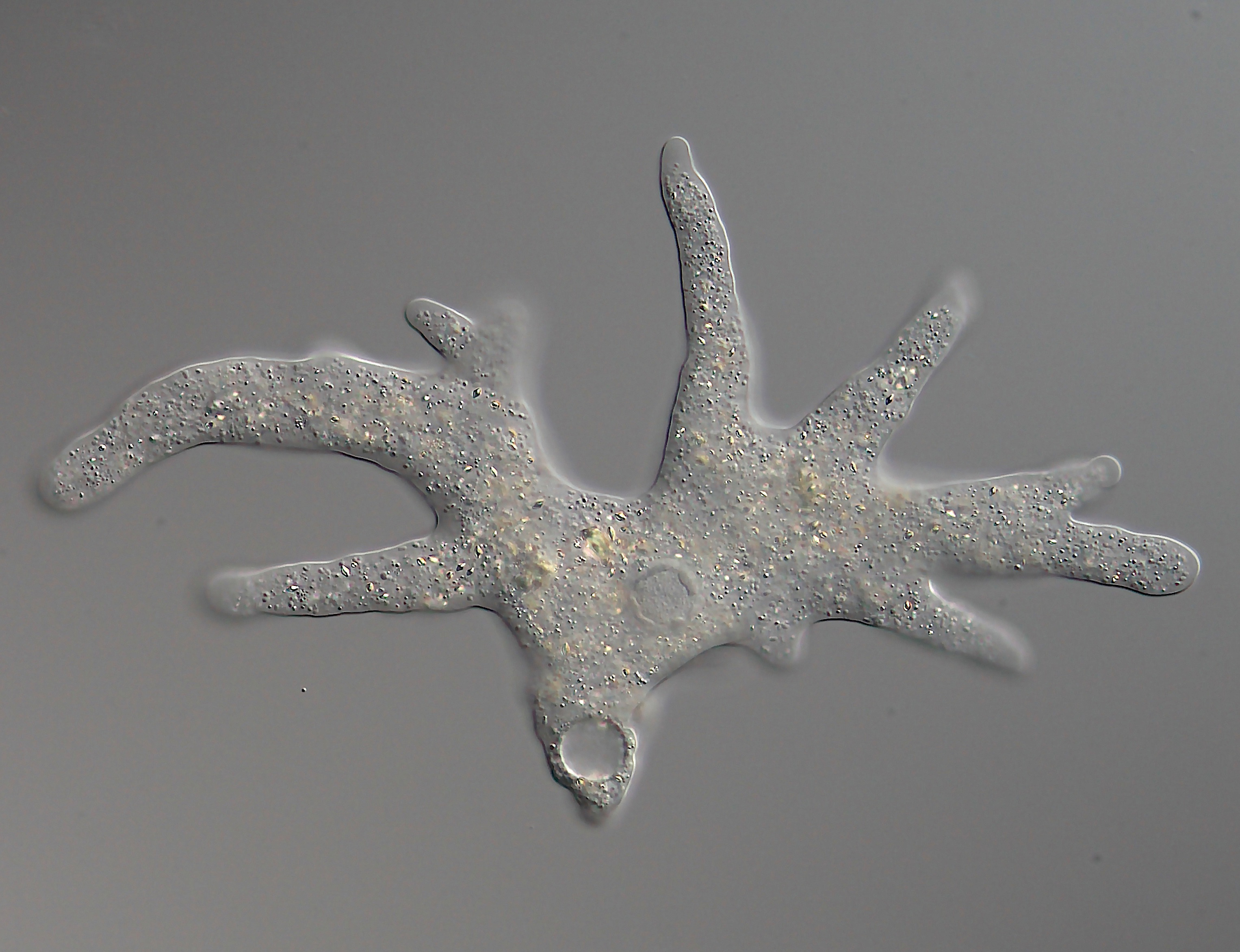
Amoeba proteus z licznymi pseudopodiami

Nibynóżki, pseudopodia (pseudo- + gr. podós ‘noga’) – ruchliwe wypustki cytoplazmatyczne o zmiennym kształcie, powstające wskutek nacisku cytoplazmy na otaczającą ją błonę komórkową. Występują u niektórych pierwotniaków, np.: korzenionóżek (ameb), otwornic, promienic, a także w niektórych komórkach eukariotycznych, np. leukocytach, monocytach i archeocytach. Spełniają zasadniczo trzy funkcje:
- lokomocyjną – umożliwiają poruszanie się[1][2][3][4][5] ruchem pełzakowatym[4];
- pokarmową – umożliwiają pobieranie pokarmu[1][3][2][4][5] na drodze fagocytozy[1][3][2][4];
- czuciową – biorą udział w odbieraniu bodźców[1][2][5].

## Podział
Ze względu na kształt, wyróżnia się cztery typy pseudopodiów:
- lobopodia[3] – płatowate i ruchliwe[3], występują np. u Amoebozoa;
- filopodia[2][3] – cienkie z zaostrzonymi końcami[3], występują np. u promienic;
- retikulopodia[2][3] – silnie rozgałęzione[3], mogą tworzyć między sobą poprzeczne połączenia tworząc rodzaj siateczki, występują np. u otwornic;
- aksopodia[3] – prawie nieruchliwe[3], podobne do filopodiów, ale dodatkowo wzmocnione kompleksem mikrotubuli, występują u słonecznic.